# Boeing C-135 Stratolifter
El Boeing C-135 Stratolifter (Model 717) es un avión de transporte fabricado por la compañía estadounidense Boeing, derivado del prototipo Boeing 367-80, avión de pasajeros de reacción que también sirvió de base para el 707) a principios de los años 1950. El C-135 forma parte de la Fuerza Aérea de los Estados Unidos desde que fue introducido en 1957.

## Desarrollo y diseño
El Stratolifter es un avión de transporte militar derivado del avión civil Boeing 367-80 (comúnmente llamado Dash-80), similar al Boeing 707. La versión KC-135 Stratotanker, utilizada para el reabastecimiento en vuelo es, con mucha diferencia, la versión más construida, aunque también existe una versión RC-135 de guerra electrónica y una EC-135 de mando.

## Variantes
C-135A
Variante de carga/pasajeros del KC-135A con asientos para 126 pasajeros y propulsado por cuatro motores J-57-P-59W, 18 construidos. Se le dio el número de modelo de Boeing 717-157.
C-135B
Igual que el C-135A, pero equipado con cuatro motores turbofán TF-33-P-56, 30 construidos. Los cinco aviones VC-135B con equipamiento especial VIP fueron redesignados C-135B durante la administración Carter. Se le dio el número de modelo de Boeing 717-158.
C-135C
Tres aviones C-135B que habían sido modificados al estándar WC-135B, fueron más tarde devueltos a su anterior configuración, pero retuvieron una capacidad de reabastecimiento en vuelo, por lo que fueron designados C-135C.
C-135E
Tres aviones C-135A modificados con cuatro motores TF-33-PW-102 y luego usados como EC-135N, fueron más tarde redesignados C-135E para ser usados en tareas de apoyo al combate.
C-135F
Variante cisterna para Francia, similar al KC-135A, pero no usaron el prefijo K, 12 construidos. Se le dio el número de modelo de Boeing 717-164.
C-135K
Un anterior EC-135K, modificado par uso VIP por CINCPAC.
C-135FR
Once aviones cisterna franceses C-135F, modificados con cuatro motores CFM56.

## Especificaciones (C-135)

### Características generales
- Tripulación: 3 o 4 tripulantes
- Longitud: 41,5 m (136,3 ft)
- Envergadura: 39,9 m (130,8 ft)
- Altura: 12,7 m (41,7 ft)
- Superficie alar: 226 m² (2432,7 ft²)
- Peso vacío: 44 663 kg (98 437,3 lb)
- Peso cargado: 135 000 kg (297 540 lb)
- Peso máximo al despegue: 146 000 kg (321 784 lb)
- Planta motriz: 4× turbofán de alta derivación CFM International CFM56.
  - Empuje normal: 96 kN (9789 kgf; 21 582 lbf) de empuje cada uno.

### Rendimiento
- Velocidad máxima operativa (Vno): 933 km/h (580 MPH; 504 kt)
- Alcance: 5550 km (2997 nmi; 3449 mi)
- Techo de vuelo:  15200
- Régimen de ascenso: 24,8 m/s (4882 ft/min)

## Aeronaves relacionadas

### Desarrollos relacionados
- Boeing 367-80
- KC-135 Stratotanker
- Boeing EC-135
- Boeing NC-135
- Boeing RC-135

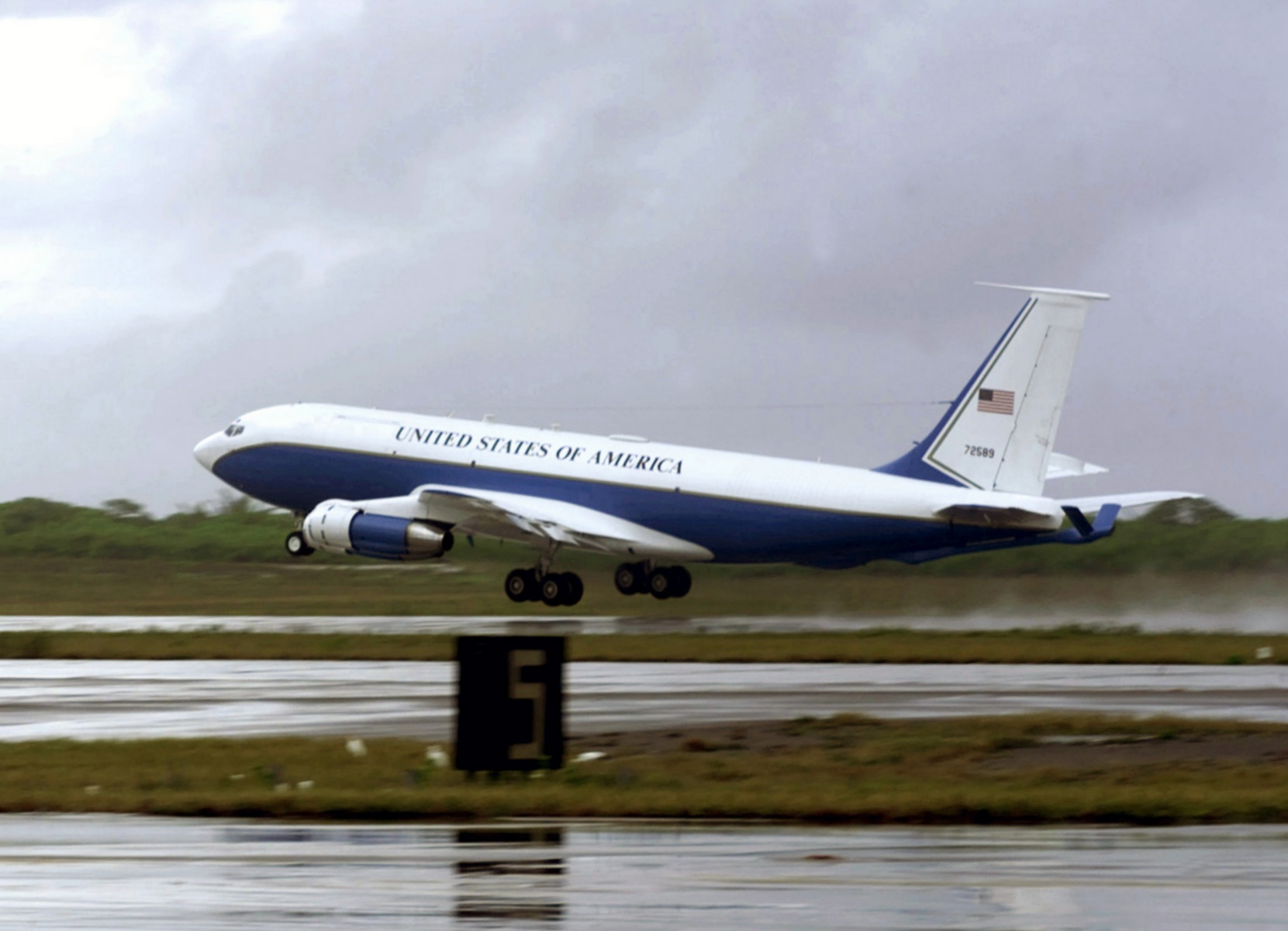
Boeing C-135 Stratolifter aterrizando.

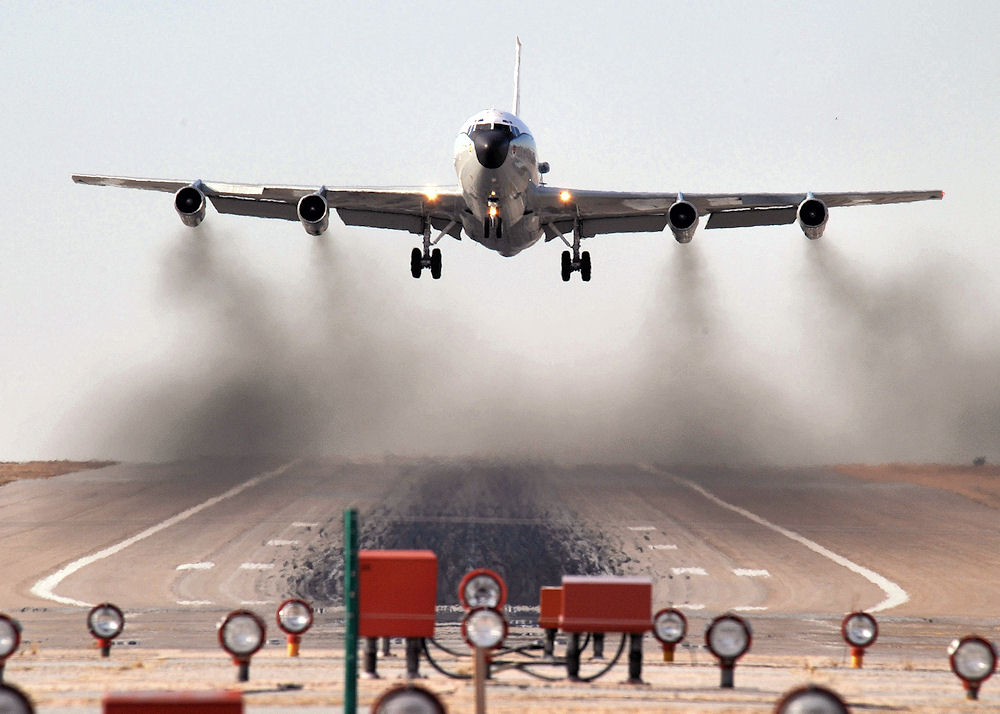
Boeing C-135 Stratolifter despegando.

- Boeing OC-135B Open Skies
- Boeing WC-135 Constant Phoenix
- C-137 Stratoliner
- Boeing 707

### Aeronaves similares
- Douglas DC-8

### Secuencias de designación
- Secuencia C-_ (Aviones de Carga del USAAC/USAAF/USAF, 1924-1962): ← C-132 - C-133 - C-134 - C-135/KC-135 - C-136 - C-137 - C-140 →